# 君は僕の勇気
『君は僕の勇気』（きみはぼくのゆうき）は、東野純直の2枚目のシングル。1993年7月21日に、テイチクエンタテインメントから発売。

## 概要
テレビ朝日系『ビートたけしのTVタックル』のエンディングテーマ曲に使用された。30万枚を売上（オリコン調べ）、東野最大のヒット曲。
カップリング曲の「少年の瞳」は、テレビ東京の深夜番組『アンモナイト』のエンディングテーマで使用された。

## 収録曲
特記以外作詞・全作曲：東野純直
1. 君は僕の勇気
  - 作詞：佐藤ありす
  - 編曲：東野純直&安部潤
2. 少年の瞳
  - 編曲：安部潤
3. 君は僕の勇気（Instrumental）